# 科爾布鄉 (哈爾吉塔縣)
46°59′N 25°42′E / 46.983°N 25.700°E
科爾布鄉（羅馬尼亞語：Comuna Corbu, Harghita），是羅馬尼亞的鄉份，位於該國中部，由哈爾吉塔縣負責管轄，面積170平方公里，海拔高度802米，2007年人口1,571，人口密度每平方公里9人。